# Oliver Robert Gurney
Oliver Robert Gurney (London, 1911. január 28. – Oxford, 2001. január 11.) angol történész professzor. Szakterülete az asszíriológia és hettitológia volt. A Brit Tudományos Akadémia (1959-től) és a Magdalen College (1965-től) tagja.

## Élete
A norfolki Gurney család leszármazottja. Tanulmányait az Eton College-ben és az oxfordi New College-ben végezte, ahol klasszikus ókorból 1933-ban szerzett diplomát. Nagybátyja John Garstang, a Liverpooli Egyetem régészprofesszora keltette fel érdeklődését a hettiták iránt. Abban az időben a hettitológia még gyermekcipőben járt, és már akkor is a német egyetemeken volt a legszínvonalasabb. Az Oxfordi Egyetem akkád kurzusán végzett 1934–35-ben, a következő kurzusra a Berlini Egyetemre ment tanulni. Itt Hans Ehelolf lett a tanára, aki a Közel-keleti Múzeum táblagyűjteményének kurátora volt. Visszatértekor doktorandusz lett, 1938–39-ben Garstang kilikiai ásatásain is részt vett (Mersin), hogy az anatóliai terepmunkát is megismerje. 1939-ben doktorált, disszertációja a hettita imádságokról szólt, közelebbről II. Murszilisz imáiról.
A második világháborúban csatlakozott a tüzérséghez és a szudáni erőknél szolgált. 1945-ben tért vissza Angliába és Oxfordban elfogadott egy tanári állást; az egyetem professzora lett. Hettitológus képzése és irányultsága ellenére az asszíriológiai tanszéken tanított egészen végleges nyugalomba vonulásáig, 1978-ig. 1965-től professor emeritus. Angliában viszonylag ritka volt az időben a hettitológus képzettségű előadó tanár, ezért kurzusai többletet adtak a többi asszíriológusképzéshez képest.
Kutatásai ezekben az években jórészt az ékírásos táblák forráskiadásaira koncentrálódtak, a brit múzeumok birtokában lévő dokumentumokat írta, fordította le és rendszerezte. 1952-től a fontos asszír archívum, a Seton Lloyd által feltárt sultantepei (korábban Harrán) iratok is sorra kerültek, ebben sok jelentős irodalmi szöveg volt, például a Nergal és Ereskigal mítosz asszír változata, vagy a nippuri szegény ember. Munkássága emellett is sokoldalú, például a hettita történeti földrajzról is írt. Garstang haláláig (1956) sokat publikáltak együtt, később Gurney a még ki nem adott kutatásaikat is közreadta.
1948-ban csatlakozott az előző évben Garstang által alapított British Institute of Archaeology at Ankara vezetőségéhez, és élete végéig tartotta kapcsolatot. 1965-től alelnök, 1982-től az intézet elnöke. 1956-tól 1996-ig szerkesztette az Intézet lapjában az anatóliai tanulmányokat.
Fia Robert Gurney zoológus.

## Főbb publikációi
- The Hittites. Penguin (1952). ISBN 0-14-020259-5
- The Geography of the Hittite Empire (1959) (John Garstanggal közösen)
- Anatolia c.1750 - 1600 B.C.. Cambridge University Press (1962)
- Some Aspects of Hittite Religion Oxford University Press (1977) ISBN 978 0197259740
- The Middle Babylonian Legal and Economic Texts From Ur (1989)